# Rediu (Scânteia), Iași
Rediu este un sat în comuna Scânteia din județul Iași, Moldova, România.